# Самуйленков, Дмитрий Фёдорович
Дмитрий Фёдорович Самуйленков (18 февраля 1895 — 15 мая 1962) — советский педагог, психолог, педолог. Кандидат психологических наук (1927). Основатель и первый заведующий кафедры психологии Смоленского педагогического института (1930—1938). Автор известной монографии «Мастерство, педагогический такт и авторитет учителя».

## Биография
Родился 18 февраля 1895 года в деревне Дубровка (ныне — Починковского района Смоленской области).
Окончив с отличием Соболево-Воробьевский педагогический техникум работал учителем в сельских школах.
В 1927 году окончил Ленинградский государственный педагогический институт имени А. И. Герцена, защитил кандидатскую диссертацию по психологии. Известно, что в 1924-1925 годах являлся слушателем лекций читанных профессором А.В. Гервером в Институте педологии и дефектологии Психоневрологической академии.
Преподавал в Смоленском педагогическом институте, где с 1930 по 1938 год основал и возглавлял кафедру психологии и педологии , создал получившую широкую известность психофизическую лабораторию, в которой создавал психотехнический инструментарий и методики по педологическому и личностному измерению способностей и возможностей индивида и группы.
В 1938 году уволен института вместе с группой преподавателей во главе с директором института Грищенко-Меленевским:

«На протяжении 1936-37 учебного года кафедра на основе самокритики очистилась от ошибок в преподавании педагогических дисциплин, а затем освободилась от вражеских элементов, в свое время приложивших грязную руку к делу преподавания педагогических дисциплин (Грищенко, Самуйленков)».— из отчета кафедры педагогики за 1938 год за подписью завкафедрой Данилова
Арестован в апреле 1938 года, за «контрреволюционную деятельность» по ст. 58—10 осуждён на 5 лет ИТЛ. Срок отбывал в Кулойлаге в Архангельской области (в 1956 году реабилитирован).
Участник Великой Отечественной войны. С апреля 1943 года в РККА, с сентября 1943 года принимал участие в боях на Воронежском, 2-Украинском и 3-Украинском фронтах.
Служил санитаром-носильщиком эвакуационного взвода 82-го отдельного медсанбата 93-й гвардейской стрелковой дивизии, под конец войны — сержант, старший писарь.

Не считаясь с временем отдыха, круглыми сутками переносил раненных … перенеся до 600 человек, отечески заботился о них. Как санитар: серьезный, чуткий, отзывчивый и внимательный. Образец самоотверженного труда и добросовестного отношения к уходу за раненными и больными войнами Красной Армии.— из наградного листа на медаль «За боевые заслуги» от 26 марта 1944 года, за подписью командира 82-го омсб
Как специалист по психологии оказывал психологическую помощь раненным:

В тяжёлые минуты боя и когда в медсанбате были большие наплывы раненных, тов. Самуйленков как профессор психологии вёл с личным составом беседы по психологии.— из наградного листа на Орден Красной Звезды, за подписью дивизионного врача майора Щербакова
Награждён медалями «За боевые заслуги» (1943), «За победу над Германией» (1945) и Орденом Красной Звезды (1945).
После войны вернулся на работу в Смоленский педагогический институт на кафедру психологии, которую в скором времени возглавил, однако, в марте 1953 года отстранен от заведования кафедрой.
Умер 15 мая 1962 года. Похоронен на Братском кладбище в Смоленске.

## Труды
Автор более 100 научных работ, в том числе нескольких монографий.
Широкое признание в научной среде и у учителей-практиков получила его монография «Мастерство, педагогический такт и авторитет учителя».
В дважды изданной (1959, 1961) монографии автор, полагая, что характер учителя оказывает определенное влияние на учащихся, впервые сделал попытку связать воедино педагогический этикет, мастерство и авторитет учителя. Работа остаётся востребованной и спустя 50 лет.

Д. Ф. Самуйленков в книге «Мастерство, педагогический такт и авторитет учителя» ставит своей задачей раскрыть психологические и педагогические основы мастерства учителя, установить то общее, что характеризует работу лучших учителей, проследить психологические черты и наметить пути их формирования.— Журнал «Народное образование», 1960 год

Вопросы педагогического мастерства, такта и авторитета учителя недостаточно разработаны и освещены в советской психолого-педагогической литературе. Поэтому книга Д. Ф. Самуйленкова представляет несомненный интерес. Автор говорит о культуре поведения учителя, об огромном влиянии морально-политического облика учителя на качество его работы; указывает на основные высоконравственные черты его личности — прямоту, честность, справедливое отношение к учащимся, критическую оценку собственных поступков; подчеркивает значение общей культуры и личного примера учителя.— Журнал «Советская педагогика», 1960 год

### Некоторые работы
- К. Д. Ушинский об учителе //  «Ученые записки Смоленского государственного пединститута», вып. 1 за 1949 год
- Психология педагогического мастерства учителя // «Ученые записки Смоленского педагогического института» вып. 4 за 1957 год
- О педагогическом такте и авторитете учителя // «Ученые записки Смоленского педагогического института», вып. 5 за 1957 год
- Мастерство, педагогический такт и авторитет учителя — Смоленск: Книжное издательство, 1959. — 147 с.
- Мастерство, педагогический такт и авторитет учителя — 2-е изд., испр. и доп. — Смоленск: Книжное издательство, 1961 — 214 с.